# Samsa (gastronomia)
La samsa è un dolce tipico della cucina algerina e tunisina costituito da alcuni strati di pasta simili alla sfoglia (malsouka) e farcito con mandorle tritate e semi di sesamo, poi fritto o cotto al forno. Si prepara uno sciroppo di zucchero nel quale si mette la samsa per zuccherarla. La samsa oppure lo sciroppo devono essere ancora caldi per permettere un buon assorbimento.